# Birromanticidade

Bandeira do orgulho assexual birromântico, com a bandeira assexual no fundo da bandeira bissexual em formato de coração

A birromanticidade, outras vezes chamada de biafetividade ou birromantismo, é uma orientação romântica ou afetiva, análoga à bissexualidade mas que se aplica especificamente à atração romântica ou afetiva. Uma pessoa birromântica, ou biafetiva, é capaz de se sentir romanticamente atraída por indivíduos de mais de um gênero, ou entre dois até todos os gêneros.
Pessoas birromânticas ou biafetivas podem desenvolver interesse em relacionamentos românticos ou afetivos com pessoas de múltiplos gêneros, independente se há ou não interesse sexual envolvido. Indivíduos birromânticos podem ter qualquer orientação sexual, podendo inclusive ser assexuais, bissexuais, pansexuais, heterossexuais ou homossexuais, por exemplo.

## Etimologia
A birromanticidade é um termo que combina o prefixo "bi" e "romanticidade", indicando a capacidade de sentir atração romântica por pessoas de dois ou mais gêneros, ou ambos os gêneros que sejam diferentes e semelhantes ao da pessoa. Algumas também descrevem a birromanticidade como atração romântica independente de gênero.

## Conceito
A orientação romântica não envolve necessariamente a atração sexual, ela se concentra nas emoções e conexões românticas que uma pessoa pode experimentar em relação a outras pessoas.
Destaca-se que a birromanticidade é uma orientação romântica, enquanto a bissexualidade está relacionada à atração sexual. Portanto, uma pessoa birromântica pode sentir atração romântica por indivíduos de diferentes gêneros, independentemente de sua orientação sexual. O termo birromântico surgiu dentro das comunidades virtuais para visibilizar a assexualidade. Pessoas birromânticas podem usar esse termo para descrever sua experiência de atração romântica. No entanto, as identidades individuais podem variar e algumas pessoas podem preferir outros rótulos para descrever sua orientação romântica, como na panromanticidade.
Como muitas outras orientações românticas e sexuais, a birromanticidade tem ganhado visibilidade e aceitação gradual ao longo do tempo. Isso ocorre à medida que a sociedade se torna mais consciente da diversidade das experiências românticas e sexuais das pessoas.
Assim como outras orientações não héteros e monodissidentes, os indivíduos birromânticos ou biafetivos podem enfrentar estigmatização e preconceito, como a bifobia e monossexismo, bem como heteronormatividade. Assexuais birromânticos podem, inclusive, vivenciar opressões sexonormativas. A educação e a sensibilização são essenciais para combater esses desafios e promover a aceitação.

## Pessoas notáveis
Durante o Big Brother Brasil 23, Gabriel Santana revelou ser birromântico, alegando que se interessa romanticamente por homens e mulheres, mas que por homens a atração sexual é muito rara.
Uma produtora executiva da Disney, Latoya Raveneau, se declarou assexual birromântica.